# Nismo

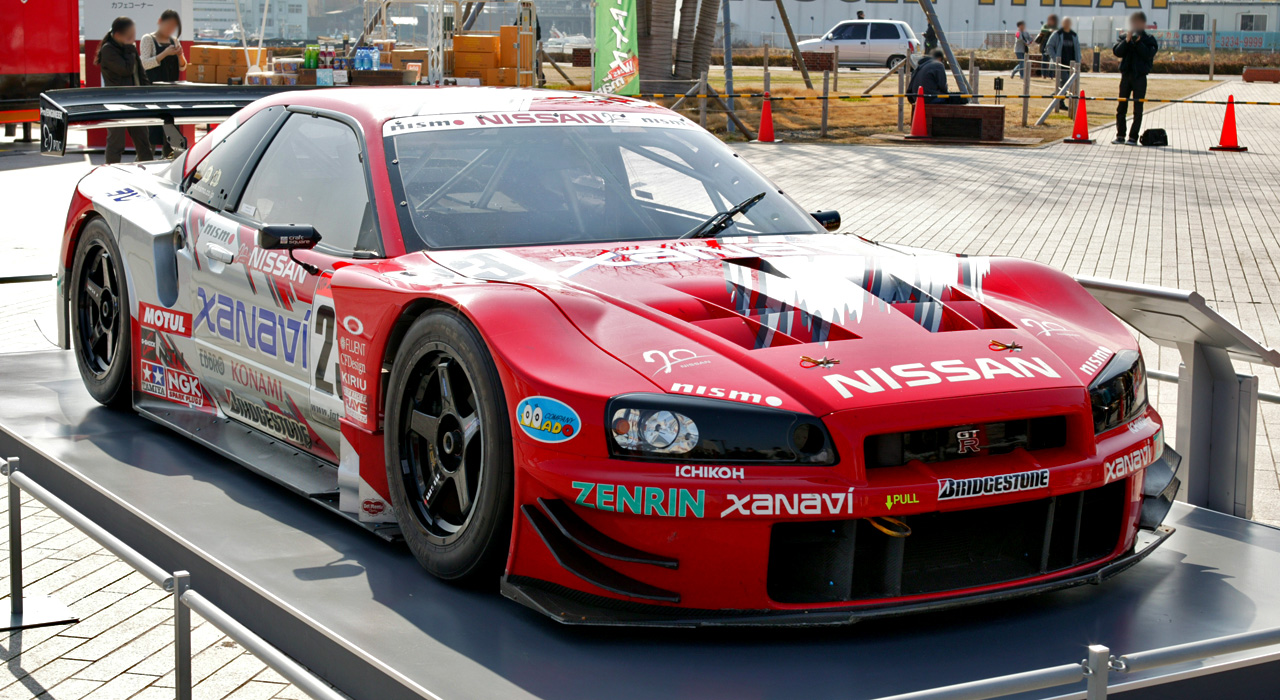
Nissan R34 Skyline 2003 Xanavi Nismo GT-R da Super GT.

A Nismo (abreviação de Nissan Motorsport International Limited, em japonês: ニッサン・モータースポーツ・インターナショナル株式会社 Nissan Mōtā Supōtsu Intānashonaru Kabushiki-gaisha) é uma divisão de performance e de automobilismo da Nissan, foi fundada em 1985, atualmente disputa a Super GT e a Blancpain GT Series.